# Muscoidea
Muscoidea (лат.) — надсемейство круглошовных мух из подотряда короткоусых (Brachycera) двукрылых. Более 5000 видов, включая комнатную муху. Встречаются всесветно. Анус самцов расположен выше основания церок. 10-й стернит разделённый вдоль срединной линии. 6 и 7-й абдоминальные сегменты самок дифференцированы от предыдущих. 8-й абдоминальный стернит разделённый.

## Классификация
В надсемейство включают 4 семейства:
- Anthomyiidae Robineau-Desvoidy, 1830 — Цветочницы
- Fanniidae Schnabl & Dziedzicki, 1911
- Muscidae Latreille, 1802 — Настоящие мухи
- Scathophagidae Robineau-Desvoidy, 1830 — Навозные мухи

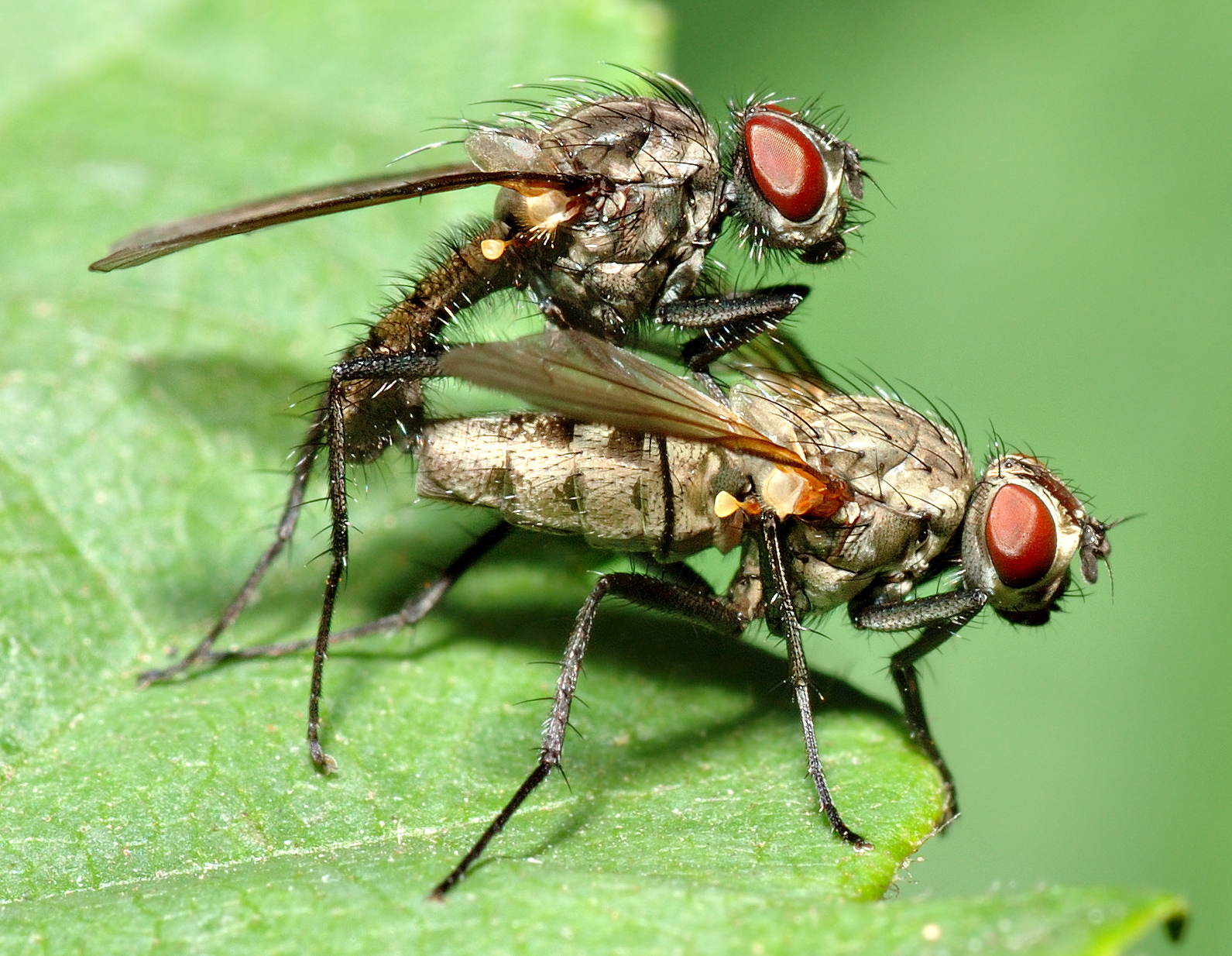
Цветочницы (Anthomyiidae), 1500 видов
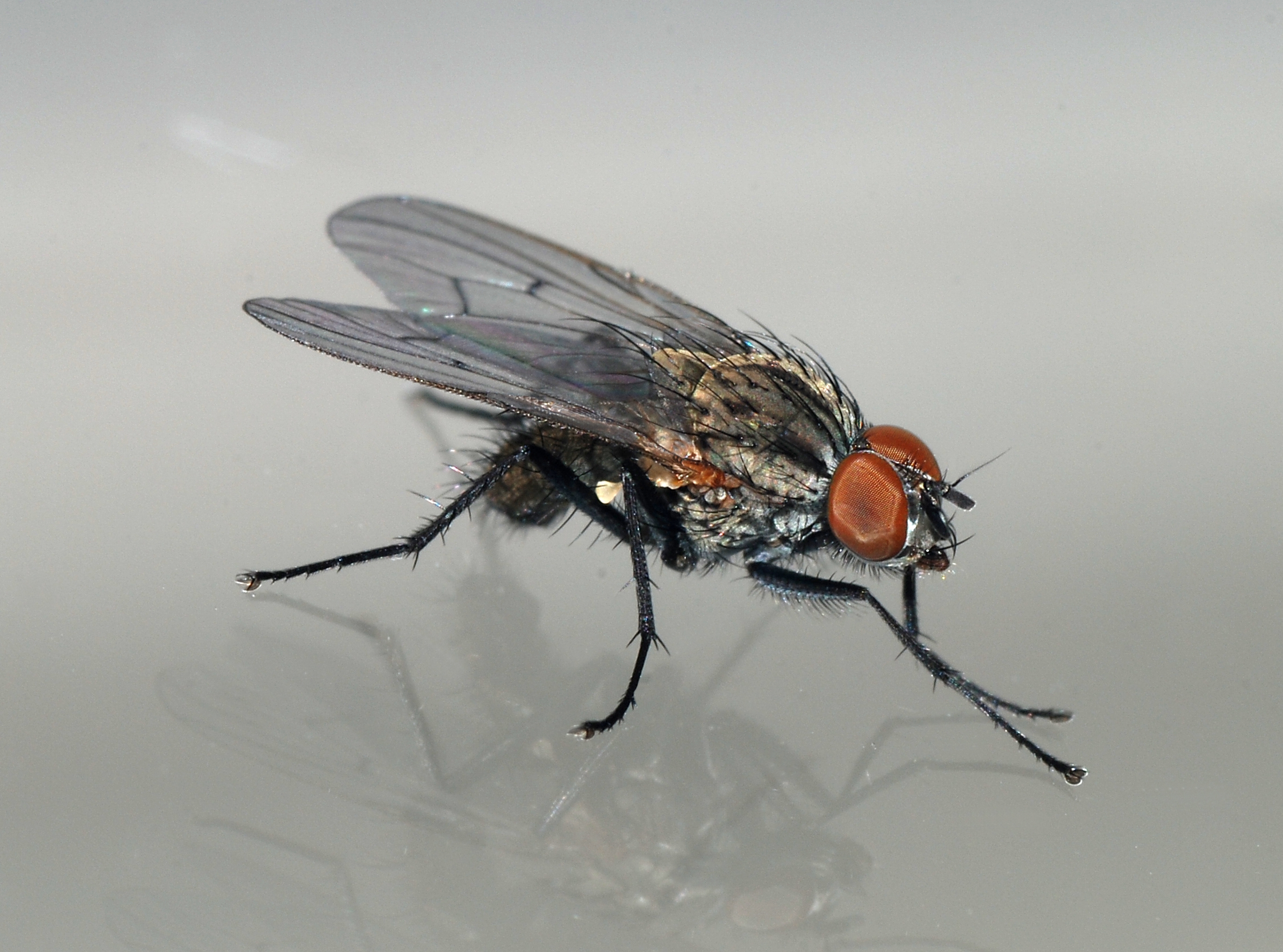
Настоящие мухи (Muscidae), 4000 видов
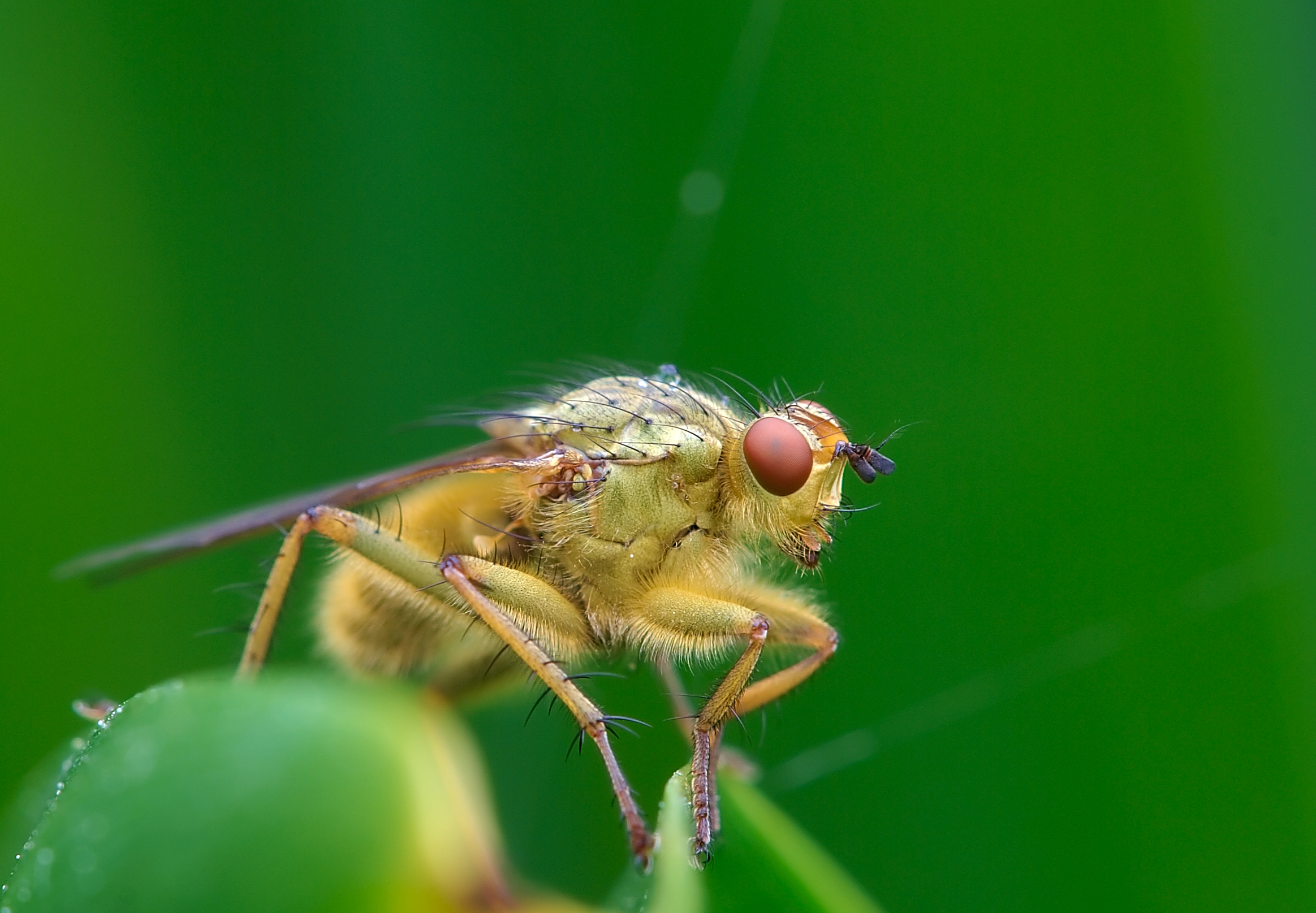
Навозные мухи (Scathophagidae), 250 видов